# Châtelneuf, Jura
Châtelneuf là một xã trong vùng hành chính Franche-Comté, thuộc tỉnh Jura, quận Lons-le-Saunier, tổng Champagnole. Tọa độ địa lý của xã là 46° 40' vĩ độ bắc, 05° 55' kinh độ đông. Châtelneuf nằm trên độ cao trung bình là 790 mét trên mặt nước biển, có điểm thấp nhất là 677 mét và điểm cao nhất là 885 mét. Xã có diện tích 13.00 km², dân số vào thời điểm 2005 là 134 người; mật độ dân số là 10 người/km².

## Thông tin nhân khẩu
| 1962 | 1968 | 1975 | 1982 | 1990 | 1999 |
| ---- | ---- | ---- | ---- | ---- | ---- |
| 104  | 115  | 108  | 128  | 125  | 124  |

## Địa điểm tham quan
Nhà thờ của Châtelneuf được xây trong thế kỉ thứ 14 theo kiểu Gothic. Phong cảnh tự nhiên đáng xem là hồ Fioget (Lac du Fioget).